# Jiří Chlubna
Pplk. Jiří Chlubna (7. dubna 1908 Jihlava – 27. listopadu 1944 Nižný Komárnik) byl československý důstojník, příslušník 1. československého armádního sboru a oběť druhé světové války.

## Život

### Před druhou světovou válkou
Jiří Chlubna se narodil 7. dubna 1908 v Jihlavě v rodině Karla Chlubny a Hedviky rozené Němcové. Vystudoval stavitelský obor na Vyšší průmyslové škole v Brně a po maturitě v roce 1930 nastoupil na vojenskou prezenční službu u pěšího pluku v Jihlavě. V rámci ní prodělal Školu pro důstojníky v záloze a do zálohy byl propuštěn v dubnu 1932 v hodnosti četaře aspiranta. V lednu 1935 nastoupil opět do armády k pěšímu pluku v Chustu a po povýšení do hodnosti poručíka byl pověřen velením zákopnické čety. Průběžně si zvyšoval vzdělání a na obdobných funkcích setrval až do rozpuštění československé armády po německé okupaci na jaře roku 1939. Pouze v období Všeobecné mobilizace v roce 1938 byl dočasně ustanoven velitelem zákopnické roty a zatímním velitelem technické roty.

### Druhá světová válka

#### Francie
V polovině června 1939 odešel Jiří Chlubna přes Polsko do Francie, kde v srpnu téhož roku podepsal vstup do cizinecké legie. Měsíc sloužil v severní Africe, načež byl přesunut do Agde, kde byl zařazen do 1. československé pěší divize. Během bitvy o Francii absolvoval se svou jednotkou ústupové boje.

#### Velká Británie
V červenci 1940 se po porážce Francie evakuoval Jiří Chlubna lodí do Liverpoolu, kde byl opět zařazen do československého vojska. Průběžně si zvyšoval odbornost v ženijních oborech, absolvoval i kurz řízení pásových vozidel. Mezi říjnem 1943 a dubnem 1944 sloužil zkušebně u britských útvarů.

#### Východní fronta

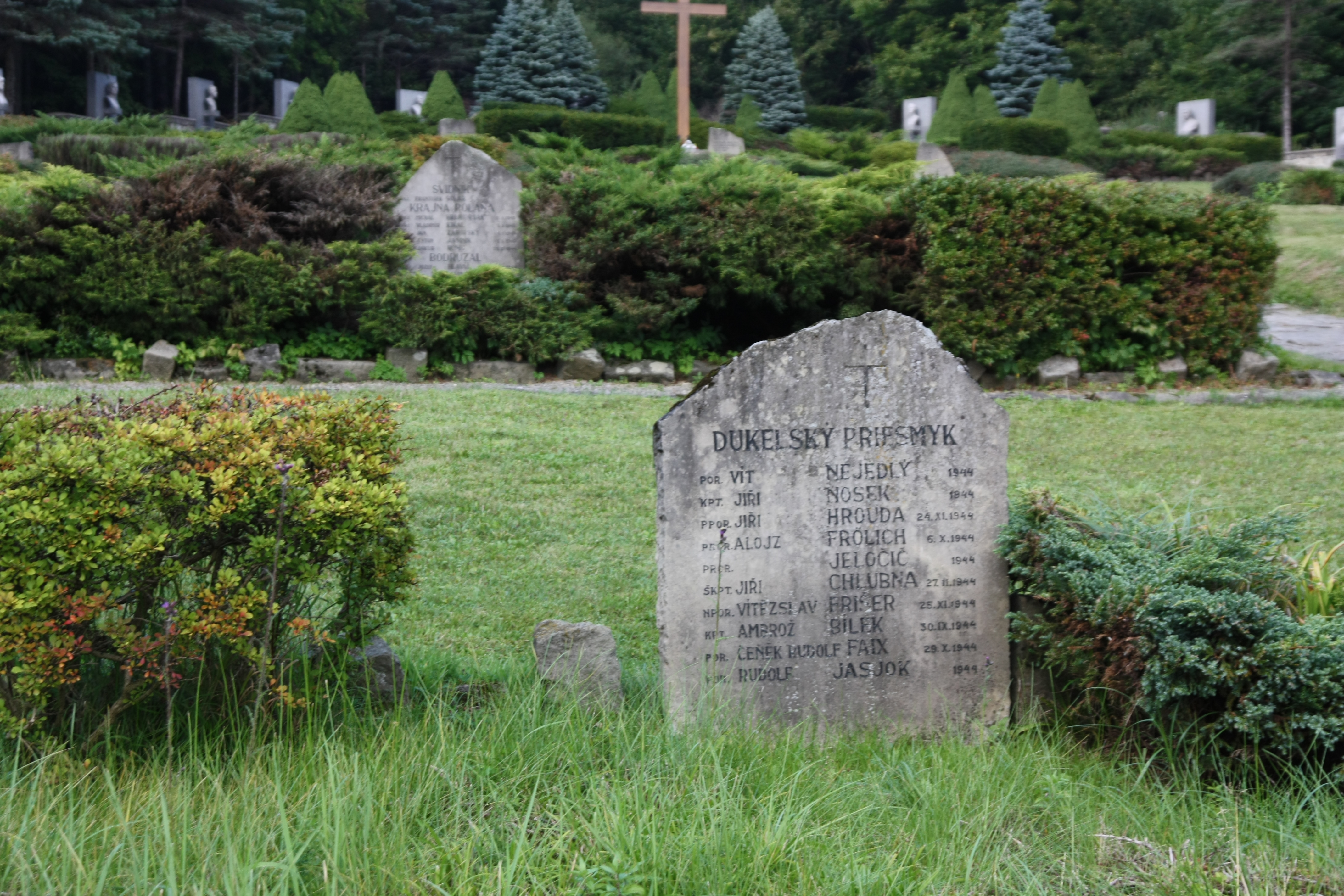
Skupinový hrob, ve kterém je pohřben i Jiří Chlubna, v areálu Památníku československého armádního sboru v Dukelském průsmyku

Jiří Chlubna byl v roce 1944 zařazen mezi důstojníky, jejichž úkolem bylo posílit 1. československý armádní sbor bojující v rámci sovětské armády. Zde se od 8. září téhož roku účastnil jako ženijní důstojník Karpatsko-dukelské operace. Zahynul dne 27. listopadu v Nižném Komárniku při během neúspěšné deaktivace německé miny. Dosáhl hodnosti štábního kapitána. Pohřben je v jednom ze skupinových hrobů československých obětí Karpatsko-dukelské operace na hřbitově nad Památníkem československého armádního sboru na území obce Vyšný Komárnik. Společný hrob s ní sdílí např. hudební skladatel Vít Nejedlý, tankové eso Rudolf Jasiok nebo mjr. Ambrož Bílek.

## Posmrtná ocenění
- V roce 1945 obdržel Jiří Chlubna in memoriam Československý válečný kříž 1939
- Jiří Chlubna byl in memoriam povýšen do hodnosti podplukovníka